# Renzhuang (köpinghuvudort i Kina, Zhejiang Sheng, lat 28,05, long 120,25)
Renzhuang (kinesiska: Jen-chuang-ts’un, 仁庄, 仁庄镇) är en köpinghuvudort i Kina. Den ligger i provinsen Zhejiang, i den östra delen av landet, omkring 250 kilometer söder om provinshuvudstaden Hangzhou. Antalet invånare är 5 432. Befolkningen består av 2 593 kvinnor och 2 839 män. Barn under 15 år utgör 19,0 %, vuxna 15-64 år 61 %, och äldre över 65 år 19,0 %.
Runt Renzhuang är det tätbefolkat, med 849 invånare per kvadratkilometer. Närmaste större samhälle är Wenxi, 18,5 km nordost om Renzhuang. I omgivningarna runt Renzhuang växer i huvudsak blandskog.
Genomsnittlig årsnederbörd är 2 093 millimeter. Den regnigaste månaden är juni, med i genomsnitt 303 mm nederbörd, och den torraste är januari, med 64 mm nederbörd.